# Poa calliopsis
Poa calliopsis là một loài thực vật có hoa trong họ Hòa thảo. Loài này được Litv. ex Ovcz. miêu tả khoa học đầu tiên năm 1933.